# Josef Kuška
Josef Kuška (24. února 1873, Zdice – 25. ledna 1953, Liberec) byl český římskokatolický kněz, generální vikář české části litoměřické diecéze v období druhé světové války a oběť komunistického režimu.

## Život
Kněžské svěcení přijal v roce 1895 a poté působil jako kaplan ve Vejprtech (1895-1897), ve farnosti u kostela Nejsvětější Trojice v pražské Spálené ulici (1897-1899) a v Kladně (1899-1909). Od roku 1909 byl farářem v Kováni, kde se angažoval také politicky – několik desetiletí byl členem mladoboleslavského okresního zastupitelstva a v roce 1920 kandidoval za Československou stranu lidovou do Poslanecké sněmovny Národního shromáždění ČSR. Byl také jmenován čestným kanovníkem Katedrální kapituly u sv. Štěpána v Litoměřicích, papežským prelátem a osobním arciděkanem.
V průběhu druhé světové války se stal generálním vikářem české části diecéze litoměřická se sídlem v Kováni. Po válce působil ještě krátce jako litoměřický generální vikář a následně byl ustanoven administrátorem arciděkanství v Mladé Boleslavi. V roce 1944 byl jmenován čestným kanovníkem katedrální kapituly sv. Štěpána v Litoměřicích. K 1. lednu 1944 rezignoval na funkci generálního vikáře a přestěhoval se zpět do Kováně. V lednu 1944 byl jmenován vikářem boleslavským.
Po únoru 1948 jej biskup Štěpán Trochta zapojil do skryté organizační struktury litoměřické diecéze, kterou vytvořil v obavě před znemožněním kontaktu kněží s biskupem z důvodu internace biskupa. Biskup Trochta jmenoval Mons. Kušku tajným oblastním vikářem. Dostával informace o vývoji vztahů mezi církví a státem a tlumočil je pak kněžím v diecézi. Po odhalení těchto struktur v litoměřické diecézi a uvěznění biskupa Trochty byl P. Kuška ve svých téměř 80 letech zatčen dne 16. ledna 1953 na své faře a převezen do vazby do Liberce.
Zde prodělal 22. ledna výslech trvající asi jeden a půl hodiny. Dle vyšetřovacího protokolu měl přiznat své kontakty s biskupem Trochtou, jeho sekretáři Šmídlem a Krutílkem a tlumočení jejich instrukcí kněžím v severních Čechách. Rovněž mu vyšetřovatelé předhazovali jeho čtení pastýřských listů v roce 1949. Od svého zatčení musel být P. Kuška třikrát předveden k lékaři, který konstatoval, že je dosti sešlý stářím, vysílený, a doporučil, aby mohl stále ležet.
Dne 25. ledna 1953 ve 21.15 hod. P. Kuška ve vazbě na cele zemřel. Zemřel jako oběť pronásledování katolické církve v Československu ze strany komunistického režimu.